# Deniliquin Council
Koordinaten: 35° 32′ S, 144° 58′ O

Deniliquin Council war ein lokales Verwaltungsgebiet (LGA) im australischen Bundesstaat New South Wales. Das Gebiet war 130 km² groß und hatte zuletzt etwa 7.100 Einwohner. 2016 ging es im Edward River Council auf.
Deniliquin lag im Süden des Staates in der Region um den Murray River etwa 540 km westlich der australischen Hauptstadt Canberra und 290 km nördlich von Melbourne. Das Gebiet umfasste den größten Teil der Stadt Deniliquin mit den drei Stadtteilen Deniliquin, Deniliquin North und Deniliquin South. Der Sitz des Shire Councils befand sich im Stadtteil Deniliquin.

## Verwaltung
Der Council von Deniliquin hatte neun Mitglieder, die von allen Bewohnern der LGA gewählt wurden. Deniliquin war nicht in Bezirke untergliedert. Aus dem Kreis der Councillor rekrutierte sich auch der Mayor (Bürgermeister) des Councils.